# Cwetomir Czipew
Cwetomir Czipew, bułg. Цветомир Чипев (ur. 16 sierpnia 1977 w Sofii) – bułgarski piłkarz grający na pozycji pomocnika. Z Lewskim Sofia zdobył Puchar Bułgarii.